# Perilampus aureoviridis
Perilampus aureoviridis är en stekelart som beskrevs av Walker 1833. Perilampus aureoviridis ingår i släktet Perilampus och familjen gropglanssteklar. Arten är reproducerande i Sverige. Inga underarter finns listade i Catalogue of Life.